# 田七郎
《田七郎》是蒲松龄的短篇小说，出自《聊斋志异》。故事围绕武承休与年轻的猎人成为朋友，以及此后他们经历的一系列不幸事件展开。蒲松龄《田七郎》的创作深受司马迁《史记》刺客传记的影响，他的故事也被改编成电视剧、电影和戏剧。

## 情节
辽阳人武承休在梦中听到“能与你同甘共苦”的人的名字是田七郎，便冲过去询问田七郎的情况。他了解到田七郎是一个20岁的猎人，和他的母亲住在一个破旧的棚屋里。为了和他交朋友，武承休先给了田七郎金子，田七郎拒绝了；然后，武承休付给田七郎一大笔钱，买下了几张兽皮。然而，田七郎不接受武承休请他到家里做客的邀请，而田七郎的母亲也将武承休赶了出去，因为她感觉不幸将降临到武承休身上，她不想让自己的儿子牵连其中。
田七郎觉得自己亏欠了武承休，因为虎皮的质量不值那么多钱，于是他把一只完美的老虎标本打包送给了武承休。

## 延伸阅读
- 在维基文库阅读本作品原文